# 소음 검열

위와 같은 검열 상자를 경고음과 함께 사용하여 청중이 맹세자의 말을 입술로 읽는 것을 방지할 수 있다. 위에서 이 애니메이션은 "오-"라고 말하고 검열이 이어진다.

소음 검열(騷音檢閱)은 음성이 포함된 매체에서 주로 성적인 언어나 욕설이 나올 때 ‘삐-’와 같은 소음으로 해당 부분을 가리는 검열 방식이다. 보통 1000 Hz 사인파 (도움말·정보)를 사용한다.

## 역사
소음 검열은 "가족", "주간", "방송" 또는 "국제" 시청에 적합하지 않은 것으로 간주되는 콘텐츠와 보안을 위해 민감한 기밀 정보를 제거하기 위해 TV 및 라디오 프로그램을 검열하는 수단으로 수년 동안 사용되어 왔다. 신호음 검열기는 방송 기술자가 수동으로 작동하는 소프트웨어 모듈이다. 제거된 음성이 여전히 쉽게 이해되거나 입술 읽기로 이해되지 않는 경우 경고음은 화자의 입 위에 디지털 흐림 픽셀화 또는 상자를 동반하는 경우가 있다.
자막에서 삐 소리가 나는 단어는 일반적으로 "[삐]"로 표시된다. 때때로 "[욕설]", "[경고음]", "[검열]" 및 "[명시적]"이라는 문구가 사용되는 반면, 하이픈(예: "라는 단어의 약어)을 보는 것도 일반적이다. f—k f---와 같은 fuck" 또는 별표 및 기타 비문자 기호(예: ****, f***, f**k, f*ck, f와 같은 "fuck"의 기타 약어)를 예로 들 수 있다.

## 같이 보기
- 모자이크 (이미지)
- 욕설
- 라디오 에딧
- 자기 검열